# Drozd
Drozd je české rodové jméno pro několik rodů ptáků z čeledi drozdovití.
V Česku se můžeme běžně setkat s drozdy rodu Turdus (kam patří i ptáci s českým rodovým jménem „kos“) – kromě kosů je to drozd zpěvný (Turdus philomelos), drozd kvíčala (Turdus pilaris), drozd cvrčala (Turdus iliacus) a drozd brávník (Turdus viscivorus); vzácně k nám zalétli také drozd plavý (Turdus obscurus), drozd rezavý (Turdus naumanni), drozd proměnlivý (Turdus ruficollis) a drozd stěhovavý (Turdus migratorius). Drozdi se živí hmyzem a plži (plže s ulitou rozbíjejí o kámen).

## Seznam rodů „drozdů“
- Cataponera  Hartert, 1896
- Catharus Bonaparte, 1850
- Cichlherminia  Bonaparte, 1854
- Cichlopasser Kittlitz, 1830
- Geomalia  Stresemann, 1931
- Hylocichla Baird, 1864
- Ixoreus Bonaparte, 1854
- Nesocichla  Gould, 1855
- Plectropterus Baird, 1864
- Platycichla  Reichenbach, 1853
- Psophocichla  Cabanis, 1860
- Ridgwayia Stejneger, 1883
- Turdus Linné, 1758
- Zoothera Vigors, 1832